# Kim Dzsongnam
Kim Dzsongnam (hangul: 김정남, handzsa: 金正男, RR: Kim Jong-nam; Phenjan, 1971. május 10. – Kuala Lumpur, 2017. február 13.) Kim Dzsongil (Kim Jong-il), Észak-Korea hajdani vezetőjének legidősebb fia. Útlevelében a Kim Cshol álnév szerepelt, hamisított születési dátuma 1970. június 10.

## Életútja és tanulmányai
Szong Hjerim észak-koreai színésznő és Kim Dzsongil diktátor egyetlen gyermekeként született, azonban apja titkolta harmadik házasságát nagyapja, Kim Ir Szen előtt. Ezért Dzsongnam nem járhatott elemi iskolába, hanem nagynénje, Szong Hjerang részesítette házi oktatásban. 1982 és 1985 között édesanyja moszkvai kiküldetése alatt az ottani francia iskolában folytatta tanulmányait Ri Cshol álnéven.
Iskolai eredményei közepesek voltak, a moszkvai három év alatt a Vavilova utcában lakott, mindenhova személyi testőrök kísérték, és saját sofőrje is volt, aki egy Mercedes-Benz W126-os járművel fuvarozta az ázsiai kommunista ország leendő vezetőjét. Ekkoriban több tematikus klubban is megfordult, és érdeklődést mutatott a breakdance iránt is, emellett apjához hasonlóan ő is kedvelte a filmeket, sőt, fiatalon forgatókönyveket is írt rövid filmekhez. 1986-ban Svájcban tanult tovább egy, a koreai pártelit gyermekeinek fenntartott iskolában informatikát.

## Politikai pályafutása
1998-ban Kim Dzsongnam állást kapott a Közbiztonsági Minisztériumban, ő lett az Állami Számítástechnikai Bizottság vezetője, és ebben a titulusban kísérte el édesapját Kínába, ahol többek között informatikai fejlesztésekről tárgyaltak. 1994 és 2001 között sokáig őt tartották a legnagyobb esélyesnek arra, hogy apja után Észak-Korea következő vezetője legyen.

## Botrányai
Egy japán magazin szerint Kim Dzsongnam 1995-ben több titkos látogatást tett Japánban, sőt, az 1990-es évek vége felé szinte állandó vendége volt egy josivarai fürdőháznak, valamint a tokiói piros lámpás negyedben is sokszor megfordult.
Az igazán nagy botrányt azonban 2001-ben okozta, amikor hamis, Dominikai Köztársaságbeli útlevéllel akart eljutni a tokiói Disneylandbe, azonban a Narita nemzetközi repülőtéren elkapták, és több napig előzetes letartóztatásban volt, majd kiutasították az országból, és Kínába küldték. Az incidens kínos volt Észak-Korea és Kína szempontjából is, ezért a biztos utódnak számító Dzsongnam kiesett apja kegyei közül, és végül a jelenlegi vezető, Kim Dzsongun követte apját a képzeletbeli trónon.

## A 2001-es incidens után
Miután Kim Dzsongnam kegyvesztetté vált, 2003-ban a Koreai Néphadsereg propagandistája lett, de még abban az évben titokban Makaóban telepedett le, és 2007-ig élt ott. Amikor kiderült, hogy ott tartózkodik, hónapokig nem lehetett látni, majd egy névtelen dél-koreai forrás szerint egy Makaóhoz tartozó szigeten tartózkodott hónapokig.
2011. december 17-én hamis útlevéllel visszatért Észak-Koreába, ahol meglátogatta nemrég eltemetett apja sírját, és a nagyapja síremlékénél is tiszteletét tette, majd 2012 januárjában vendégprofesszor volt egy dél-koreai egyetemen. Ugyanabban az évben könyvet jelentetett meg „Apám, Kim Dzsongil” címmel. Szintén 2012-ben Makaóból Szingapúrba tette át székhelyét, egy évvel azután, hogy elhagyta a Kínához tartozó szigetországot. 2017-ben Malajziában meggyilkolták.

## Halála
Kimet Kuala Lumpurban, a nemzetközi repülőtéren ölték meg a VX nevű, igen erős idegméreggel, amit házilag nem lehet előállítani. A malajziai hatóságok szerint két észak-koreai női ügynök volt az elkövető, és további öt észak-koreai közreműködőt köröznek, akik valószínűleg még aznap visszatértek Észak-Koreába.

## Magánélete
Kim Dzsongnam kétszer nősült, összesen 3 gyermeke van, mindhárom a második házasságából született: Kim Hanszol (1995), Kim Gumszol (1998) és Kim Szolhi (1999).

## Fordítás
- Ez a szócikk részben vagy egészben a Kim_Jong-nam című angol Wikipédia-szócikk fordításán alapul.  Az eredeti cikk szerkesztőit annak laptörténete sorolja fel. Ez a jelzés csupán a megfogalmazás eredetét és a szerzői jogokat jelzi, nem szolgál a cikkben szereplő információk forrásmegjelöléseként.